# Sound Affects
Sound Affects ist das fünfte Studioalbum der britischen Rockband The Jam. Es erschien am 20. November 1980 auf dem Label Polydor. Insbesondere die auf dem Album enthaltenen Singles Start! und That’s Entertainment konnten Erfolge erzielen.

## Das Album
Das Album wurde zwischen dem 15. Juni und dem 22. Oktober 1980 aufgenommen. Die meisten Songs wurden von Paul Weller komponiert. Lediglich das Lied Music for the last Couple wurde von allen drei Bandmitgliedern Paul Weller, Bruce Foxton und Rick Buckler geschrieben. Die Texte behandeln Liebe, das Leben der Arbeiterklasse und das moderne Zeitgeschehen, wobei sie teilweise recht sarkastisch geschrieben sind. In mehreren Liedern wie That’s Entertainment sind akustische Klänge zu hören, in Songs wie Start! sind musikalische Vorbilder wie die Beatles herauszuhören.
Der Musikstil kann als Punk-Rock und Mod Revival bezeichnet werden.

## Rezeption
Das Album erreichte Platz 2 in den UK-Charts. Die Single Start! erreichte Platz 1 der Charts, während That’s Entertainment Platz 21 der Charts erreichte.

## Titelliste
1. Pretty Green
2. Monday
3. But I’m Different Now
4. Set the House Ablaze
5. Start!
6. That’s Entertainment
7. Dream Time
8. Man in the Corner Shop
9. Music for the Last Couple
10. Boy About Town
11. Scrape Away

### 2010 Doppel-CD Deluxe Edition
Sound Affects wurde am 8. November 2010 als Doppel-CD Deluxe Edition wiederveröffentlicht. CD1 enthält das Originalalbum, CD2 enthält Demos, B-Seiten und alternative Fassungen von Stücken.
1. Start! (Single-Version)
2. Liza Radley
3. The Dreams of Children
4. That’s Entertainment (alternative Fassung)
5. Pretty Green (Demo)
6. Pop Art Poem
7. Rain (John Lennon/Paul McCartney) (Demo) – Peter Wilson, The Jam, Rick Buckler, Bruce Foxton, Paul Weller
8. Boy About Town (Demo)
9. Dream Time (Demo)
10. Dead End Street (Ray Davies) (Demo)
11. But I’m Different Now (Demo)
12. Scrapeaway (Instrumental)
13. Start! (Demo)
14. Liza Radley (Demo)
15. And Your Bird Can Sing (John Lennon/Paul McCartney) (Demo)
16. Monday (alternative Fassung)
17. Get Yourself Together (Ronnie Lane/Steve Marriott) (Demo)
18. Set The House Ablaze (alternative Fassung)
19. Boy About Town (alternative Fassung)
20. No One in the World (Demo)
21. Instrumental (Demo)
22. Waterloo Sunset (Ray Davies) (Demo)